# Крупа (футбольный клуб)
«Крупа» (серб. ФК Крупа) — боснийский футбольный клуб из селения Крупа-на-Врбасу, община Баня-Лука, район Республики Сербской, Босния и Герцеговина. Основан в 1983 году. Домашние матчи команда проводит на стадионе «Градски» общей вместимостью 3 500 зрителей.

## История
Футбольный клуб «Крупа» был основан в 1983 году, и с тех пор неизменно выступал в региональных лигах чемпионата Югославии. После распада Югославии клуб принимал участие в турнирах высшей лиги Республики Сербской. Во время гражданской войны в Боснии клуб временно прекратил существование, но с 1996 года возродился и продолжил выступление в региональных лигах.
В 2013 году после продолжительного отсутствия клуб вернулся во Вторую лигу зоны «Запад» Республики Сербской. На первый год выступления в лиге «Крупа» заняла второе место в своем дивизионе и с первой же попытки квалифицировалась в Первую лигу. 
В дебютном сезоне 2014/15 в Первой лиге клуб выступил крайне удачно для новичка лиги, заняв итоговое второе место, лишь на одно очко отстав лидера ФК «Рудар Приедор», вышедшего в итоге в Премьер-лигу. Несмотря на удачный результат, второе место не позволило клубу подняться в высшую лигу, и задача выхода в элиту была отложена на следующий сезон.
Помимо успешного выступления в чемпионате, клуб добился высокого результата и в кубке Республики Сербской, впервые в своей истории достигнув финала. В финале розыгрыша 2014/15 «Крупа» по сумме двух матчей уступила клубу «Рудар» из Приедора, по иронии судьбы тому самому, что в том же сезоне Первой лиги не позволил команде подняться в высшую лигу.
В сезоне 2015/16 клуб добился наивысшего результата с момента его создания, выиграв чемпионат Первой лиги Республики Сербской. Заняв первое место в регулярном чемпионате, «Крупа» вышла в плей-офф турнира за право выхода в Премьер-лигу. В плей-офф Первой лиги команда не потерпела ни одного поражения, выиграв семь матчей и три сведя вничью. К концу раунда плей-офф «Крупа» имела подавляющее преимущество перед остальными командами и лидировала с 12-очковым отрывом от ближайшего конкурента «Младость» из Велика-Обарски, забивая в среднем по два гола за матч. Это позволило клубу занять итоговое первое место в дивизионе и впервые в своей истории выйти в Премьер-лигу чемпионата Боснии и Герцеговины.

## Стадион
Стадион клуба «Градски» в Баня-Луке, открытый 28 сентября 2010 года, рассчитан на 2 000 сидячих мест и обладает лицензией Федерации футбола Боснии для выступления в Премьер-лиге. Стадион имеет искусственное покрытие, что позволяет выступать при любых погодных условиях. Это первый в Республике Сербской стадион с искусственным покрытием. Стадион также имеет сертификат УЕФА и способен принимать матчи еврокубков.

## Достижения
- Первая лига
  -  Чемпион (1): 2015/16
  -  Второе место (1): 2014/15

- Вторая лига
  -  Второе место (1): 2013/14

- Кубок Республики Сербской
  -  Финалист (1): 2014/15
- Финалист кубка Боснии и Герцеговины: 2018

## Статистика выступлений с 2013 года
| Сезон   | Ранг | Турнир       | Место | И  | В  | Н  | П  | ГЗ | ГП | РГ  | Очки | Кубок     | Исход |
| ------- | ---- | ------------ | ----- | -- | -- | -- | -- | -- | -- | --- | ---- | --------- | ----- |
| 2013/14 | 3    | Вторая лига  | 2     | 26 | 19 | 4  | 3  | 55 | 21 | +34 | 61   | –         |       |
| 2014/15 | 2    | Первая лига  | 2     | 26 | 12 | 7  | 7  | 34 | 25 | +9  | 43   | –         |       |
| 2015/16 | 2    | Первая лига  | 1     | 32 | 23 | 5  | 4  | 64 | 21 | +43 | 74   | 1-й раунд |       |
| 2016/17 | 1    | Премьер-лига | 4     | 32 | 12 | 10 | 10 | 40 | 34 | +6  | 46*  | 1-й раунд |       |

- По итогам турнира плей-офф.